# Duma ukrainna
"Duma ukrainna" (inc. "Powiedz, wdzięczna kobzo moja,...") także Duma rycerska – polska pieśń rycerska (żołnierska) opublikowana przez Adama Czahrowskiego w II wyd. poezji Threny i rzeczy rozmaite, Lwów, 1599 jako "Powiedz mi, muzyko moja". Przypuszczalnie autor sparafrazował renesansową pieśń "Pod świetnymi chorągwiami" lub użył którejś z wersji "Pieśni o kole rycerskim". Duma ukrainna była popularna w XVII w., tradycja łączy ją z Lisowczykami. Melodia, z którą dziś się wykonuje Dumę ukrainną, pochodzi z jednej z wersji "Pieśni o żołnierzu tułaczu" według Juliusza Rogera, Pieśni ludu polskiego na Górnym Szląsku z muzyką, Wrocław, 1880, nr 47, s. 24-25, co jest o tyle uzasadnione, że niektóre zwrotki występują w obu pieśniach.

## Wykonania
- SXL 0169 Chór i Orkiestra Polskiego Radia pod dyr. Jerzego Kołaczkowskiego Idzie żołnierz borem, lasem ... Polskie Nagrania cykl 1 (płyta winylowa)[1]
  - 2. Duma rycerska - trad. A. Czachrowski[2].
- Jacek Kowalski wraz z zespołem muzyki dawnej "Klub Świętego Ludwika" wykonanie z 2006 r. na CD załączonej do "Niezbędnika Sarmaty..." (zob. literatura)
  - 2. Adam Czahrowski, Duma ukrainna (przed 1599 r.)

## Literatura
- Jacek Kowalski: Niezbędnik Sarmaty dumy - pieśni - polonezy. Poznań: Fundacja św. Benedykta, 2006, s. 164-165. ISBN 978-83-60758-09-0. (zał. CD poz. 2)
- Jacek Kowalski, Dwóch pokutujących psalmistów i rycerskie pieśni, RuAH.pl, Nr 38 (01.2007)